# تشيستر تيرنر
«تشيستر دواين تيرنر» (بالإنجليزية: Chester Turner) (ولد في 5 نوفمبر 1966)، قاتل متسلسل أمريكي مدان. في يوم 30 أبريل عام 2007، تمت إدانته بمقتل عشر نساء في لوس أنجلوس، وتمت إدانته أيضًا بمقتل طفل لم يولد بعد لإحدى ضحاياه. وتمت إدانته بأربع ضحايا أخرين في 19 يونيو 2014. سمته النيابة العامة «من أكثر القاتلين غزارة في تاريخ المدينة». وفي 10 يونيو 2007 تم الحكم عليه بالإعدام للإحدى عشر جريمة قتل الاتي تم إدانته بتنفيذهم مسبقًا. وفي 26 يونيو 2014، تم الحكم عليه بالإعدام للمرة الثانية للأربع جرائم قتل الإضافية.

## حياته
ولد تيرنر في مدينة وارن بولاية أركنساس، ولكنه انتقل إلى لوس أنجلوس مع أمه عندما كان عمره خمس سنوات، بعد انفصال والديه. كان يذهب إلى المدارس الحكومية بلوس أنجلوس ولكنه لم يكمل تعليمه الثانوي. كان يعمل لدى «دومينوز بيتزا» كطاهي وفتى توصيل في صغره، وكان يعيش مع أمه حتى إنتقلت إلى ولاية يوتا. بعد ذلك كان يتنقل بين منازل المشردين والبعثات المختلفة.